# 豊浜村 (千葉県)
豊浜村（とよはまむら）は千葉県夷隅郡にかつて存在した村である。

## 地理
- 現在の勝浦市の東部に位置する。
- 房総丘陵に位置し、村域のほとんど山がちな地形になっている。
- 村は太平洋に面している。

## 歴史

### 村域の変遷
- 1889年（明治22年）4月1日 - 町村制施行により、部原村・新宿村・沢倉村・川津村が合併し夷隅郡豊浜村が発足。
- 1937年（昭和12年）4月1日 - 豊浜村は勝浦町と合併し、勝浦町が発足。豊浜村は消滅。

変遷表
| 1868年 以前 | 1868年 以前 | 明治22年 4月1日 | 昭和12年 4月1日 | 昭和33年 10月1日 | 現在   |
| ----------- | ----------- | --------------- | --------------- | ---------------- | ------ |
|             | 部原村      | 豊浜村          | 勝浦町          | 市制             | 勝浦市 |
|             | 新宿村      | 豊浜村          | 勝浦町          | 市制             | 勝浦市 |
|             | 沢倉村      | 豊浜村          | 勝浦町          | 市制             | 勝浦市 |
|             | 川津村      | 豊浜村          | 勝浦町          | 市制             | 勝浦市 |

## 人口・世帯

### 人口
総数 [単位： 人]
| 1891年（明治24年） | 3,566 |
| 1920年（大正 9年） | 3,864 |

### 世帯
総数 [単位： 世帯]
| 1920年（大正 9年） | 836 |